# Yann Balmossière
Yann Balmossière, né le 11 avril 1973 à Nîmes, est un handballeur français.
C'est un demi-centre qui a principalement évolué à l'USAM Nîmes Gard, dont il a été le capitaine emblématique dans les années 2000.
Il est l'entraîneur-adjoint de l'USAM Nîmes Gard depuis 2009. En juin 2023 il est nommé entraîneur principal pour la saison 2023-2024, à la suite du départ surprise de Lubomir Vranjes dont il était l'adjoint.

## Biographie
Après avoir débuté à Vauvert, à côté de Nîmes, il rejoint l’USAM l’année de cadets. Du fait de ses études, il arrive ensuite à Montpellier en 1993. Il profite de quelques absences pour quitter les espoirs Montpelliérains en direction de la D1 avec laquelle il devient Champion de France en 95, même s'il ne marque qu'un seul but au cours de la saison.
Très peu utilisé par Patrice Canayer, il quitte Montpellier après 2 ans en direction de Clermont l'Hérault (N1), puis retourne à l’USAM en 1997.
Champion de France D2 en 2001 avec l'USAM, il y met un terme à sa carrière en 2007.
En 2009, il est nommé adjoint de Laurent Puigségur, le nouvel entraîneur de l'USAM Nîmes Gard. Il reste adjoint lorsque Puigségur est remplacé par Jérôme Chauvet puis par Franck Maurice.
Le 15 juin 2023 il est nommé entraîneur principal pour la saison 2023-2024 en remplacement de Lubomir Vranjes parti précipitamment. Il est secondé par Jérôme Chauvet, ancien entraîneur principal, manager général du club.

## Palmarès
- Vainqueur du Championnat de France en 1995
- Vainqueur du Championnat de France de D2 en 2001